# Khachmach
Khachmach (in armeno Խաչմաչ?, in azero Xaçmaç) è una piccola comunità rurale del distretto di Xocalı in Azerbaigian, facente parte fino al 2023 della regione di Askeran nella repubblica di Artsakh (fino al 2017 denominata repubblica del Nagorno Karabakh).
Conta poco più di duecento abitanti e sorge lungo la strada che collega Martuni alla capitale Step'anakert, a pochi chilometri da questa e prossima al confine meridionale della regione.